# Musikhalle Ludwigsburg

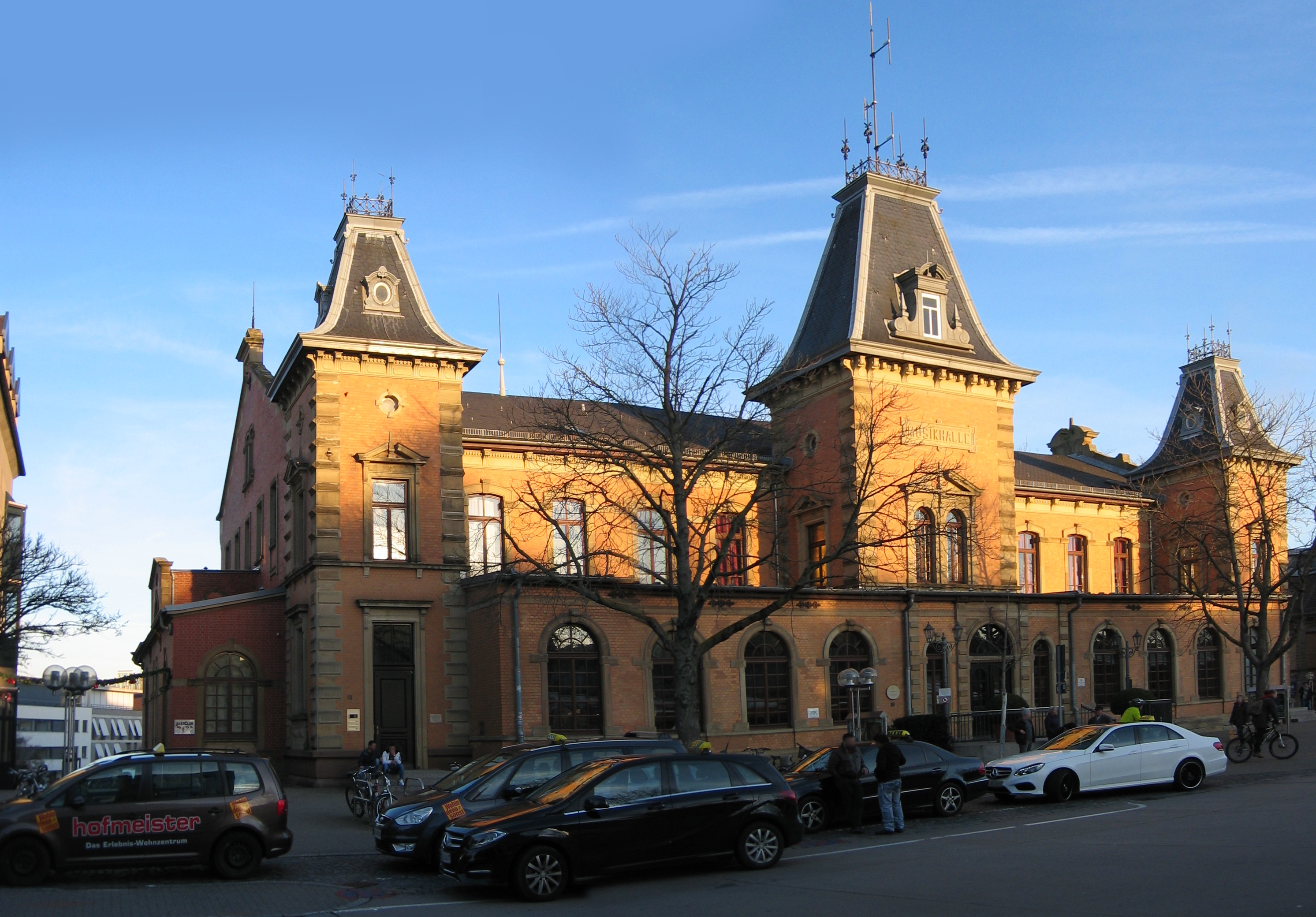
Musikhalle Ludwigsburg

Die Musikhalle Ludwigsburg in der Bahnhofstraße 19 in Ludwigsburg ist ein repräsentativer historistischer Saalbau aus der späten Gründerzeit.

## Geschichte und Beschreibung
Nach der Schließung des Schlosstheaters im Jahr 1852 fehlte in Ludwigsburg ein Raum für kulturelle Veranstaltungen. Als Provisorien wurden Gasthaussäle, die alte Turnhalle und ab 1865 das Sommertheater im Betzschen Garten genutzt. Erst in den 1870er Jahren wurde das Ludwigsburger Bahnhotel errichtet, an das sich ein Saalbau anschließen sollte: In den Jahren 1889/90 wurde die Musikhalle errichtet. Gestiftet von dem Fabrikanten Hermann Franck, einem Nachkommen von Johann Heinrich Franck, wurde das Gebäude von Albert Bauder und Johann Schmohl geplant und 1894 noch durch einen Vorbau, den ebenfalls Bauder entwarf, ergänzt. Der Backsteinbau ist durch Werksteingliederung geschmückt, das Dekor und die Dachformen sind am französischen Renaissancestil orientiert. Auf der Rückseite des mit Turmbauten akzentuierten Saalbaus befindet sich eine verglaste Veranda, die auf Holzstützen ruht. Im Inneren, dessen Ausstattung Albert Bauder besorgte, wurde ein großer, rechteckiger Saal, umfasst von einem zweigeschossigen Arkadengang und mit einem Bühnenraum auf der Südseite ausgestattet, eingerichtet. 1936/37 wurde ein Umbau des Gebäudeinneren vorgenommen, dem die originale Gestaltung des Deckenstucks zum Opfer fiel, ebenso die farbliche Gestaltung der Pfeiler- und Säulenarkaden.
In den 1970er Jahren wurde der Abriss der Musikhalle diskutiert. Sie sollte einem Supermarkt weichen. Damals wurde das Bauwerk von der Stadt Ludwigsburg angekauft. 1985 wurde es generalsaniert; vier Jahre später wurde es in einem Wettbewerb der Architektenkammer des Landes Baden-Württemberg als eines der herausragenden Gebäude des Landkreises Ludwigsburg gekürt.
Das benachbarte alte Bahnhotel wurde im Jahr 1989 abgerissen.
Die Musikhalle Ludwigsburg wird nach wie vor für kulturelle Veranstaltungen genutzt, unter anderem vom Jazz-Club Ludwigsburg. Die Räumlichkeiten sind mittlerweile in Festsaal, Fürstensaal, Podium, Galerie und Veranda aufgeteilt – außerdem kann auch das Foyer für Ausstellungen etc. genutzt werden. Verwaltet wird die Musikhalle inzwischen vom Städtischen Eigenbetrieb Tourismus & Events Ludwigsburg.